# Swieqi
Swieqi, dita igualment Città Ferdinand, és un municipi de Malta, situat a la zona de la costa nord i amb una superfície de 3,1 km². El 2021 tenia 13.044 habitants.